# Manuel María Contreras
Manuel María Contreras är en ort i Mexiko.   Den ligger i kommunen Coatzintla och delstaten Veracruz, i den sydöstra delen av landet, 200 km nordost om huvudstaden Mexico City. Manuel María Contreras ligger 103 meter över havet och antalet invånare är 2 235.
Terrängen runt Manuel María Contreras är platt åt sydost, men åt nordväst är den kuperad. Runt Manuel María Contreras är det ganska tätbefolkat, med 67 invånare per kvadratkilometer. Närmaste större samhälle är Poza Rica de Hidalgo, 10,0 km norr om Manuel María Contreras. Omgivningarna runt Manuel María Contreras är en mosaik av jordbruksmark och naturlig växtlighet.